# Orchestra senza direttore

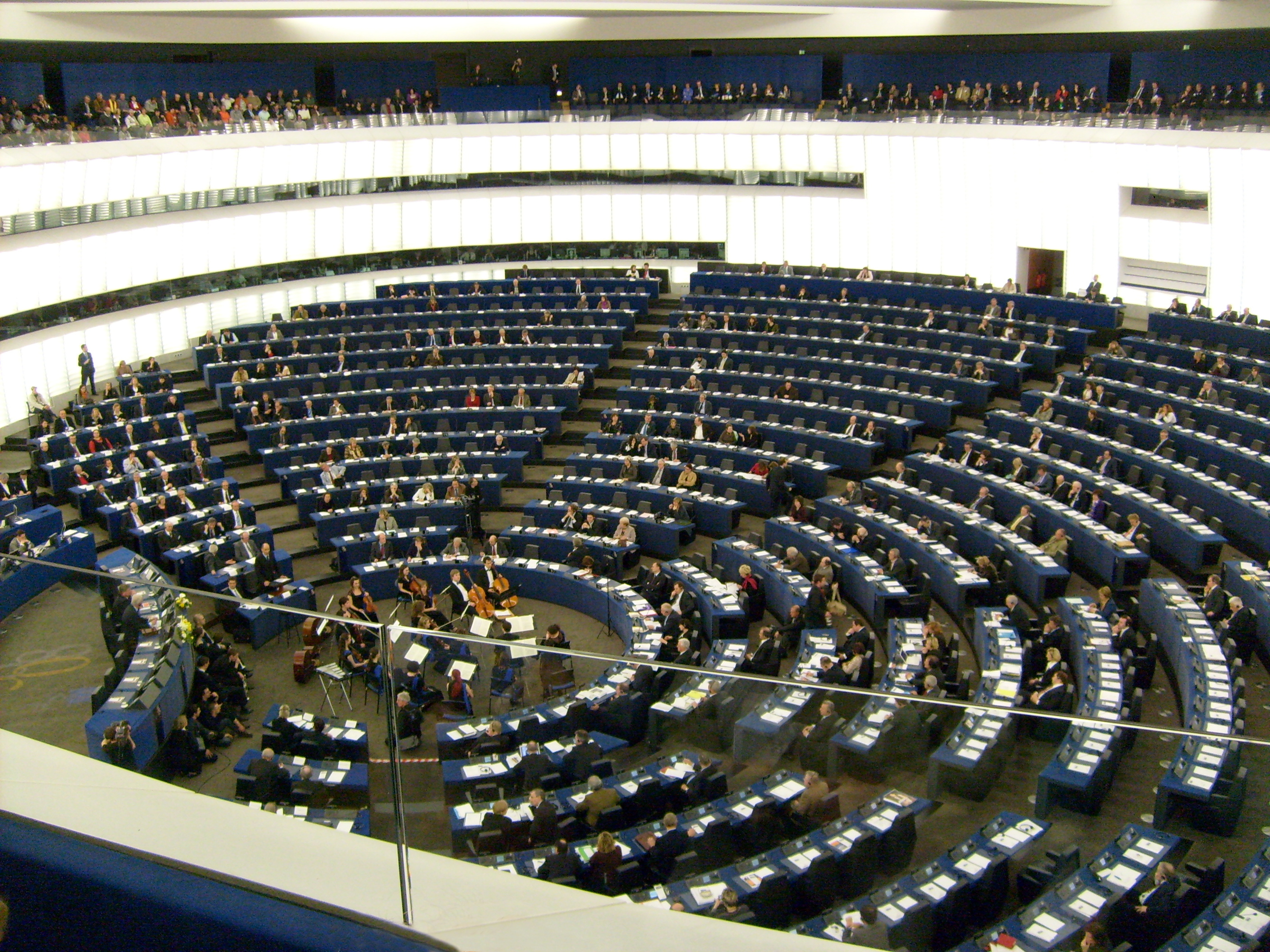
Emiciclo del Parlamento Europeo, Strasburgo, con esibizione di un'orchestra da camera

L'orchestra senza direttore, a volte indicata come orchestra autodiretta o orchestra non diretta, è un gruppo strumentale che funziona come un'orchestra ma non è guidato o diretto da un direttore d'orchestra. La maggior parte delle orchestre senza direttore sono di dimensioni più ridotte e generalmente eseguono il repertorio orchestrale da camera. Diverse orchestre senza direttore sono composte solo da archi e si concentrano principalmente sul repertorio dell'orchestra d'archi. Le orchestre senza direttore generalmente provengono dalla tradizione musicale classica ed eseguono un repertorio standard, ma molti orchestrali senza direttore promuovono o si specializzano nel repertorio della musica classica contemporanea. Molti gruppi di musica classica contemporanea si esibiscono regolarmente anche senza un direttore d'orchestra.

## Storia
Le prime orchestre non utilizzavano un direttore d'orchestra, ma il primo violino o il basso continuo, generalmente il clavicembalista, guidava l'orchestra. Man mano che l'orchestra cresceva di dimensioni, per tutta la seconda metà del XVIII secolo, i compositori generalmente dirigevano la propria musica per facilitare prove più rapide ed efficienti e la preparazione dell'esecuzione. Entro il XIX secolo, i direttori erano considerati parte integrante dell'orchestra e avevano un ruolo distinto, separato da quello del compositore. La maggior parte se non tutte le esibizioni venivano dirette da un direttore d'orchestra per tutto il XIX secolo all'inizio del XX secolo.

### Anni '20
Dopo la Rivoluzione russa all'inizio del XX secolo fu formato nell'Unione Sovietica il Pervïy Simfonicheskiy Ansambl 'bez Dirizhyora (russo per "Primo gruppo sinfonico senza direttore"), o Persimfans. L'obiettivo di questa orchestra nell'essere senza direttore non derivava solo dagli ideali musicali, ma incapsulava gli ideali politici e filosofici del tempo. Il Persimfans si era costituito su concetti egualitari e funzionava come un comitato. Si sedevano in un grande cerchio mentre si esibivano e prendevano spunti attraverso il cerchio. Il Persimfans si formò nel 1922 e durò dieci anni fino a quando non si sciolse per ragioni politiche.

### Anni '50
Fondata nel 1951, l'Orchestra da Camera di Praga (PKO) è forse una delle orchestre senza direttore più longeve. L'orchestra incominciò quando i membri dell'Orchestra Sinfonica della Radio cecoslovacca formarono un gruppo più adatto per la programmazione non convenzionale. Il primo album dell'orchestra conteneva musica boema, registrata nel 1951, anche se il loro repertorio comprende ora opere dal periodo barocco alla musica contemporanea. All'aumentare delle richieste, l'Orchestra da Camera di Praga divenne indipendente dall'Orchestra Sinfonica della Radio cecoslovacca nel 1965. L'Orchestra da Camera di Praga collabora anche con direttori d'orchestra per progetti di registrazione speciali, anche se la modalità standard e la filosofia esecutiva del gruppo sono senza direttore. Dopo la caduta del comunismo i musicisti formarono la loro compagnia, la PKO Agency Ltd., e gestirono tutte le operazioni critiche del gruppo.
Fondata nel 1953, come gruppo di Radio Zagreb, sotto la direzione artistica del famoso violoncellista e direttore d'orchestra Antonio Janigro, i Solisti di Zagabria hanno ottenuto il riconoscimento come una delle più importanti orchestre da camera al mondo.

### Anni '70
L'Orpheus Chamber Orchestra fu fondata nel 1972 dal violoncellista Julian Fifer e da un gruppo di altri musicisti che cercarono di incorporare le tecniche della musica da camera nel suono di un'orchestra. L'orchestra è stata senza direttore sin dal suo inizio e tutti i membri a turno assumono il ruolo di direttore, a seconda delle esigenze del pezzo eseguito.
Nel 1975 il violoncellista John Painter fondò l'Australian Chamber Orchestra (ACO). L'ACO è un'orchestra da camera senza direttore guidata dal primo violino Richard Tognetti, nominato direttore artistico e violino principale nel 1990. L'ACO funziona come un "gruppo di solisti" ed è orientata a una programmazione di generi diversi. Si esibiscono sia su strumenti moderni sia d'epoca, in gruppi da camera più piccoli, come orchestra da camera e come collettivo elettroacustico. Riferendosi alle tradizioni passate, tutti i musicisti tranne i violoncellisti stanno in piedi mentre si esibiscono.

### Anni '80
L'Amsterdam Sinfonietta fu fondata nel 1988. Si esibisce sotto la guida dell'attuale direttore artistico Candida Thompson.

### Anni '90
La New Century Chamber Orchestra è situata al di fuori della San Francisco Bay Area. Fondata nel 1992, il primo direttore musicale e primo violino fu Stuart Canin. L'orchestra è stata anche diretta dal primo violino Krista Bennion Feeney. L'attuale direttore musicale e concertmaster è Nadja Salerno-Sonnenberg. Il repertorio della New Century Chamber Orchestra abbraccia tutto il repertorio tradizionale, spingendosi fino a quello contemporaneo. L'ensemble commissiona regolarmente nuovi lavori e presenta programmi di genere misto che trascendono il jazz, il rock e gli stili classici. La New Century Chamber Orchestra è un'orchestra d'archi di 20 membri (10 violini, 5 viole, 4 violoncelli, 1 contrabbasso).
A volte un'orchestra che normalmente si esibisce con un direttore d'orchestra si esibirà senza. La New York Philharmonic esegue tradizionalmente l'ouverture del Candide senza un direttore, dalla morte del loro direttore laureato, Leonard Bernstein, nel 1990.

### Primi anni del XXI secolo
L'inizio del XXI secolo ha visto un aumento nella formazione di giovani orchestre da camera senza direttore e collaborazioni nella musica da camera.
The East Coast Chamber Orchestra (ECCO)
Fu immaginata nel 2001, quando un gruppo di giovani suonatori di strumenti ad arco cercò di formare un'orchestra da camera senza direttore, basata su principi democratici. I membri sono solisti, musicisti orchestrali e musicisti da camera tutti formati principalmente alla Marlboro Music School and Festival. ECCO è un'orchestra d'archi composta da 17 strumentisti.
The Advent Chamber Orchestra
Incominciò nel 2003 quando Roxana Pavel ed Elias Goldstein lavoravano insieme in gruppi di musica da camera. L'ensemble funzionava principalmente come collaboratori di musica da camera fino a quando nel 2005 eseguirono il loro primo concerto come Advent Chamber Orchestra. L'ensemble è generalmente diretto dal primo violino e direttore musicale Roxana Pavel Goldstein, ma le decisioni artistiche vengono prese democraticamente.
A Far Cry
Formata all'inizio del 2007, è un'orchestra da camera con sede a Boston, composta da 18 suonatori di strumenti ad arco. A Far Cry si descrive come autogestita e opera con una leadership a turno e senza direttore. Tutte le decisioni artistiche sono prese con voto e i membri dell'orchestra si occupano della gestione artistica e della promozione del gruppo. A Far Cry ha stretti legami con il New England Conservatory (NEC) e l'Isabella Stewart Gardner Museum, dove è un gruppo in residenza.
The orchestra Spira Mirabilis
Formata nel 2007, è un'orchestra classica europea che opera senza un direttore d'orchestra.
The Lyra Vivace Chamber Orchestra
Fondata nel 2010, è un collettivo gestito da musicisti con sede ad Augusta, GA e nel sudest degli Stati Uniti. Lyra Vivace è un gruppo di In Praise of Music, una risorsa per i musicisti professionisti.
Arizona Chamber Orchestra
È il gruppo senza direttore formato più di recente. Con sede a Phoenix, l'Arizona Chamber Orchestra presenta la sua stagione inaugurale nel 2011 con un nucleo di 15 suonatori di archi, esibendosi in tutta l'Arizona.
Kaleidoscope Chamber Orchestra
È stata formata nel 2014 a Los Angeles da Benjamin Mitchell. Attualmente è nota principalmente per le sue richieste di partiture, un programma che attinge a livello globale dai migliori compositori emergenti, creando una stagione diversa di nuovi lavori.
North Corner Chamber Orchestra (NOCCO)
È stata formata nel 2014 a Seattle. Questo gruppo, con una media di 35 musicisti, esegue una vasta gamma di musica che copre 400 anni, incluse le opere appena commissionate ogni stagione, opere di compositori di popolazioni storicamente trascurate e un concorso di concerti. Si esibiscono in luoghi non tradizionali, tra cui centri comunitari, distillerie e The Royal Room.
Prometheus Chamber Orchestra
È un gruppo con sede a Filadelfia, l'ensemble residente della Church of the Advocate. Orchestra interamente volontaria, i suoi concerti sono gratuiti e aperti al pubblico, mirando alla gente svantaggiata, esibendosi nei quartieri a basso reddito.
Ars Nova Chamber Orchestra
Formata alla fine del 2010, è un'orchestra da camera di Washington, D.C., composta da 29 musicisti. È autogestita e opera con una leadership a turno in tutte le sezioni. Le decisioni artistiche di Ars Nova sono guidate dai musicisti e tutti partecipano al marketing e alla gestione dell'ensemble. I membri del complesso comprendono musicisti residenti a Washington, D.C. e musicisti residenti in altre parti degli Stati Uniti.

## Direzione e gestione
Un aspetto delle orchestre da camera senza direttore che li distingue dagli altri ensemble strumentali è il modello di leadership democratica. Un direttore d'orchestra generalmente prende le decisioni artistiche per un gruppo e in assenza di un direttore d'orchestra, la direzione artistica e la direzione orchestrale devono essere delegate a qualcuno. Molti gruppi operativi come A Far Cry, ECCO, Ars Nova Chamber Orchestra e Orpheus usano il modello democratico nella loro missione e costruiscono la loro struttura organizzativa e le tecniche di prova su questo modello. Orpheus è il soggetto di un libro sulla leadership democratica sul posto di lavoro di Harvey Seifter e Peter Economy dal titolo: Leadership Ensemble: Lessons in Collaborative Management from the World-Famous Conductorless Orchestra.
Un altro modello di leadership che utilizzano diversi gruppi senza direttore è quello di un doppio ruolo Direttore artistico/Primo violino. L'Australian Chamber Orchestra e la New Century Chamber Orchestra abbracciano questo modello e la direzione artistica e la leadership sono generalmente organizzate dal primo violino.
Si noti che alcune orchestre, come la Pro Arte Chamber Orchestra di Boston e la London Philharmonic Orchestra hanno direttori d'orchestra ma sono gestite in modo cooperativo dai musicisti.